# Баррето, Эдгар
Э́дгар Осва́льдо Барре́то Ка́серес (исп. Édgar Osvaldo Barreto Cáceres; 15 июля 1984, Асунсьон) — парагвайский футболист, игравший на позиции полузащитника.
Выступал за национальную сборную Парагвая.

## Карьера
Эдгар Баррето — воспитанник клуба «Серро Портеньо». С 2002 года он начал выступать за основу команды. В январе 2004 года Баррето перешёл в нидерландский НЕК. За НЕК он выступал 3 сезона, проведя 95 матчей и забив 10 голов.
21 июня 2007 года Баррето перешёл в итальянскую «Реджину». Он сказал:

«Моя мечта исполнилась. Я очень счастлив, что перебрался в „Реджину“. Теперь у меня есть возможность попробовать свои силы в одном из сильнейших чемпионатов в мире. Это будет мой первый опыт выступлений в Италии после практически 4 сезонов в Голландии. Я обещаю фанатам, что буду играть в каждой игре как в финале».

За «Реджину» Баррето выступал два сезона, сыграв в 68 матчах чемпионата Италии и забил 5 голов, а также провёл 2 матча и забил 1 мяч в Кубке Италии.
11 июля 2009 года Баррето перешёл в «Аталанту», заплатившую за трансфер полузащитника 5 млн фунтов. В первом из двух сезонов в бергамском клубе он провёл только 4 игры, пропустив большую часть сезона из-за травмы. В следующем году помог «Аталанте» вернуться в Серию А, будучи одним из основных игроков в полузащите команды. После окончания сезона 2010/11 парагвайский футболист перешёл в «Палермо» за 5.3 млн евро.

## Международная карьера
В 2003 году Баррето принял участие в молодёжном первенстве мира для игроков до 20 лет. Также он был в составе сборной Парагвая, выигравшей серебряные медали на Олимпиаде 2004. В 2006 году парагваец участвовал на чемпионате мира, где провёл 2 игры, заменяя Карлоса Бонета. Также принимал участие в Чемпионате мира 2010 года, где дошёл со сборной до 1/4 финала. В матче 1/8 финала против сборной Японии забил один из пенальти в послематчевой серии.
Участник Кубка Америки 2004, 2007 года, финалист 2011 года.
Объявил о завершении карьеры в сборной 5 августа 2012 года.